# مسجد لاكيمبا
مسجد لاكيمبا (المعروف أيضا باسم مسجد علي بن أبي طالب) هو أكبر مسجد في أستراليا وهو ثاني مسجد اُسس في سيدني ويقع في ضاحية لاكيمبا، سيدني. وتعود ملكية المسجد وإدارته إلى الجمعية الإسلامية اللبنانية. يقع مسجد لاكيمبا والجمعية الإسلامية اللبنانية في موقع وانغي رود، لاكيمبا.

## التاريخ
بدأت الجمعية الإسلامية اللبنانية بناء المسجد في عام 1972، ليكتمل في عام 1977، أتت نصف الأموال من الشرق الأوسط وأكبر تبرع قدمته العائلة المالكة السعودية. مسجد لاكيمبا هو ثاني مسجد بني في سيدني، وهو واحد من أكثر المساجد المعروفة في أستراليا.
أغلبية المصلين فيه هم منالمسلمون ذوو الأصول اللبنانية واليوم هناك مصلين من أصول باكستانية وبنغلاديشية وصومالية ومن جنوب شرق آسيا متواجدين بأعداد كبيرة، بالإضافة إلى عدد صغير ولكن متزايد من معتنقين الإسلام. الغالبية من جماعة المصلين هم على المذهب الحنفي أو الشافعي.

## موظفو المسجد
مسجد لاكيمبا لديه عدد من الموظفين الذين يساعدون في إدارة وصيانة المسجد.
يوجد في المسجد حاليا اثنان من الأئمة الرسميين:
- إمام مسجد لاكيمبا الشيخ يحيى صافي، الذي عمل كإمام في لبنان قبل تعيينه في مسجد لاكيمبا في عام 1996. الشيخ يحيى يؤدي الخطبة كل أسبوع، ما لم يكن هناك شيخ زائر من الخارج.
- مساعد الإمام، اعتبارا من عام 2015، هو الشيخ محمد حربي. الشيخ محمد هو قارئ من مصر متخصص في علوم القرآن الذي يدرسه على مستوى متقدم لطلاب الجمعية الإسلامية اللبنانية.

هناك لجنة تشرف على المسجد وعملياته.

## الأنشطة
يقدم المسجد عددا من الدروس الدينية، مثل السيرة النبوية والفقه والعقيدة. المسجد يعطي منصة لعدد من الشيوخ المحليين للتحدث والتدريس، مثل الشيخ وسام الشرقاوي. ويحضر عدة آلاف من المصلين صلاة يوم الجمعة كل أسبوع. في عام 2015 حضر حوالي 30 ألف مصل في صلاة العيد في المسجد وعلى الشارع خارج المسجد، لتصبح واحدة من أكبر احتفالات العيد في أستراليا.